# Уильямс, Крис (режиссёр)
Крис Уи́льямс (англ. Chris Williams; род. 23 апреля 1968 года, Миссури, США) — американский мультипликатор, сценарист, режиссёр и актёр озвучивания. Режиссёр короткометражного мультфильма Гость Глаго и сорежиссёр картины «Вольт» (вместе с Байроном Ховардом).

## Ранние годы
Родился 23 апреля 1968 года в штате Миссури но провёл большую часть жизни в Уотерлоу, Канада, где его отец работал в Университете Уотерлу. Окончил университет по классу изобразительного искусства и затем занимался анимацией в Шеридан, Оквилл.
После окончания колледжа был принят на работу в Walt Disney Animation и переехал в Лос-Анджелес.

## Карьера
Уильямс работал над сюжетами фильмов «Мулан» (1998), «Похождения императора» (2000) и «Холодное сердце» (2013), в последнем он также озвучил персонажа Оукена. В феврале 2007 года было объявлено что он начинает работу над фильмом под пилотным названием «Американская собака», который позже получил название «Вольт» и к проекту присоединился Байрон Ховард.
В июле 2010 года сообщалось что Уильямс будет работать над экранизацией рассказа Филипа Дика «Король эльфов». Однако, в 2012 году стало известно что он присоединился к разработке полнометражного анимационного фильма «Город героев» по мотивом комикса Marvel Comics. В ноябре 2018 года покинул студию Walt Disney Animation и был назначен сценаристом и режиссёром оригинального фильма Netflix Animation «Морской монстр». Премьера состоялась 8 июля 2022 года на стриминговом сервисе Netflix.

## Фильмография
| Год  |     | Русское название              | Оригинальное название     | Роль                                   |
| ---- | --- | ----------------------------- | ------------------------- | -------------------------------------- |
| 1998 | мф  | Мулан                         | Mulan                     | раскадровщик                           |
| 2000 | мф  | Похождения императора         | The Emperor's New Groove  | сценарист, раскадровщик                |
| 2002 | мф  | Лило и Стич                   | Lilo & Stitch             | раскадровщик                           |
| 2003 | мф  | Братец медвежонок             | Brother Bear              | рассказчик                             |
| 2006 | мф  | Цыплёнок Цыпа                 | Chicken Little            | раскадровщик                           |
| 2007 | мф  | В гости к Робинсонам          | Meet the Robinsons        | сценарист                              |
| 2008 | кор | Гость Глаго                   | Glago's Guest             | режиссёр, сценарист                    |
| 2008 | мф  | Вольт                         | Bolt                      | режиссёр, сценарист, актёр озвучивания |
| 2009 | кор | Супер Рино                    | Glago's Guest             | продюсер                               |
| 2009 | кор | Приготовление и начало        | Prep & Landing            | продюсер                               |
| 2009 | мф  | Принцесса и лягушка           | The Princess and the Frog | разработка                             |
| 2010 | мф  | Рапунцель: Запутанная история | Tangled                   | разработка, сценарист                  |
| 2011 | мф  | Медвежонок Винни и его друзья | Winnie the Pooh           | разработка                             |
| 2012 | мф  | Ральф                         | Wreck-It Ralph            | сценарист                              |
| 2013 | мф  | Холодное сердце               | Frozen                    | сценарист, актёр озвучивания           |
| 2014 | мф  | Город Героев                  | Big Hero 6                | режиссёр, креативный директор          |
| 2015 | кор | Холодное торжество            | Frozen Fever              | актёр озвучивания                      |
| 2016 | мф  | Зверополис                    | Zootopia                  | разработка, креативный директор        |
| 2016 | мф  | Моана                         | Moana                     | сценарист, креативный директор         |
| 2017 | кор | Олаф и холодное приключение   | Olaf's Frozen Adventure   | актёр озвучивания                      |
| 2018 | мф  | Ральф против интернета        | Ralph Breaks the Internet | продюсер, сценарист                    |
| 2019 | мф  | Холодное сердце 2             | Frozen II                 | сценарист,актёр озвучивания            |
| 2020 | кор | Жил-был снеговик              | Once Upon a Snowman       | актёр озвучивания                      |
| 2021 | мф  | Райя и последний дракон       | Raya and the Last Dragon  | креативный директор                    |
| 2022 | мф  | Морской монстр                | The Sea Beast             | режиссёр, сценарист, продюсер          |